# アッター湖
アッター湖（アッターこ、ドイツ語: Attersee）はオーストリアのザルツカンマーグートエリアで最も大きい湖。南北に約20キロメートル、東西4キロメートル、南北に細長い湖。
水源はモンド湖から流れてくるゼーアッヘ川。湖の南西にはシャーフベルクが位置している。
風向、風量がほぼ一定であり、水がきれいなことから、ヨットや水泳を行う人にとって魅力的な場所である。ハイシーズンには多くのヨット競技会が開かれる。
湖の大きさが小さく、冬は冷え込む割に、湖面が凍ることはめったになく、最後に凍ったのは1940年代である。その時は、湖上でスケートをしたりバイクを走らせたりしている人がいた。
湖の北部には小島がありリッツルベルク城 がある。ここにはかつてグスタフ・クリムトが夏の間に頻繁に訪れていた。島へは橋が架かっている。

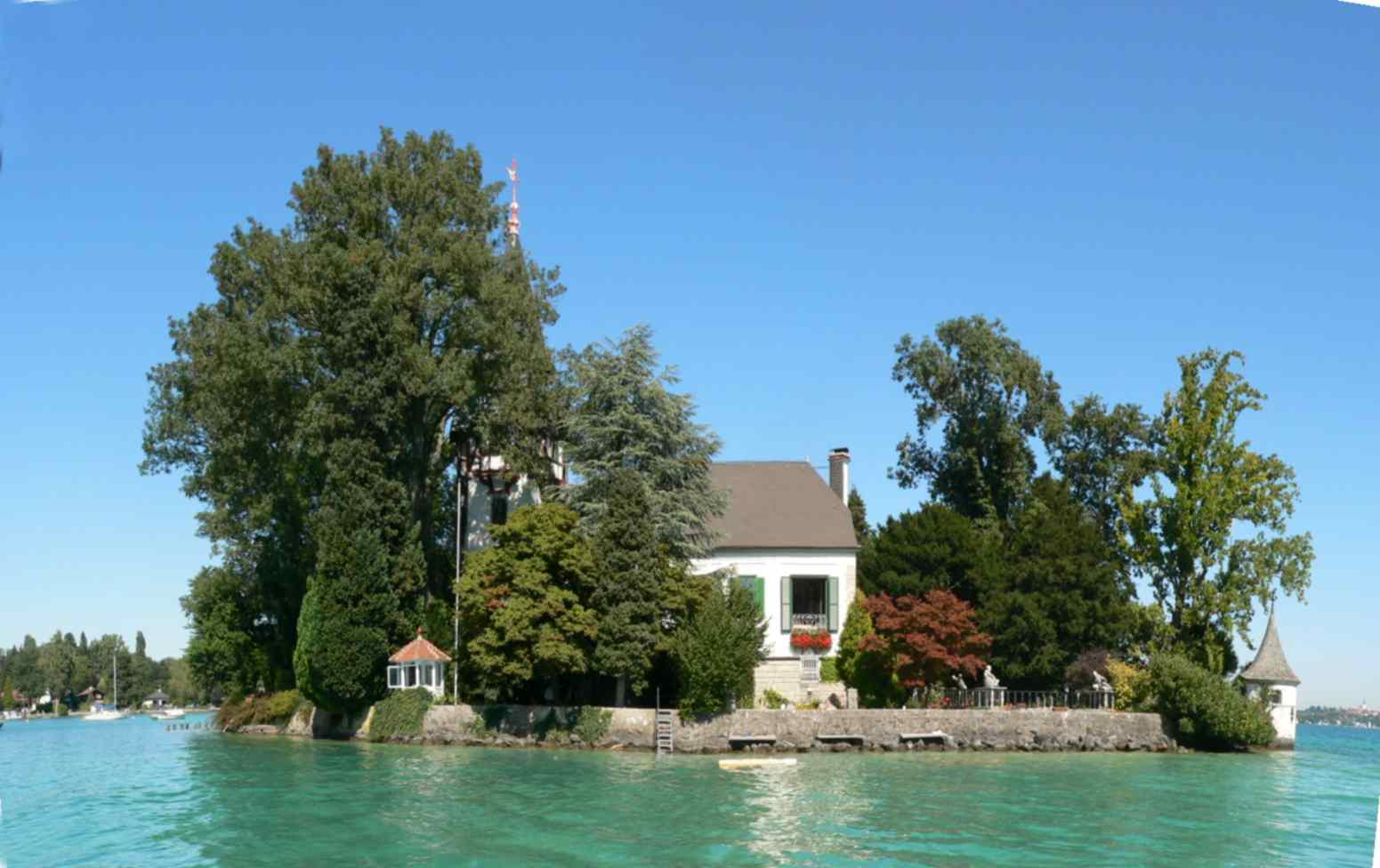
リッツルベルク城